# هالیسور
هالیسور(نام علمی: Halisaurus) نام یک سرده از تیره موساسوریان است.